# Đường Hoàng quý phi
Hoàng quý phi Đường thị (chữ Hán: 皇贵妃唐氏, ? - 1457) là một phi tần rất được sủng ái của Minh Đại Tông Cảnh Thái Đế. Bà nổi tiếng là phi tần cuối cùng bị ép tuẫn táng trong lịch sử nhà Minh.
Bà là vị Hoàng quý phi đầu tiên được ghi nhận trong lịch sử Trung Quốc. Tuy nhiên, phong hiệu của bà bị Minh Anh Tông Thiên Thuận Đế phế bỏ nên bà không còn được công nhận là Hoàng quý phi. Thay vào đó người đầu tiên được công nhận là Vạn Trinh Nhi, sủng phi của Minh Hiến Tông Thành Hóa Đế.

## Cuộc đời
Hoàng quý phi họ Đường, xuất môn danh môn, cha là  Đường Hưng (唐兴). Theo Minh sử, bà là người có tư sắc diễm lệ nhất hậu cung bấy giờ nên rất được hoàng đế sủng ái. Năm Chính Thống thứ 14 (1449), Cảnh Thái Đế lập Uông thị làm Hoàng hậu, còn Hàng thị làm Quý phi. Đường thị được sắc phong làm Ninh phi (寧妃), năm thứ 17 lại tấn phong làm  Hiền phi (賢妃).
Cảnh Thái năm thứ 3 (1452), Minh Đại Tông phế chức Thái tử của Chu Kiến Thâm (sau là Minh Hiến Tông) để lập con trai ông, Chu Kiến Tề làm Thái tử. Do Uông Hoàng hậu kịch liệt phản đối, khiến Đại Tông nổi giận, phế truất ngôi vị Hoàng hậu. Sau đó lập Hàng Quý phi làm Hoàng Hậu, Đường Hiền phi cũng được tấn phong Quý phi, tức địa vị chỉ sau Hoàng hậu. Năm thứ 7 (1456), Hoàng hậu qua đời, thụy hiệu là [Túc Hiến Hoàng hậu]. Đường quý phi được tấn phong Hoàng quý phi, trở thành vị Hoàng quý phi đầu tiên trong lịch sử Trung Quốc.
Một năm sau, sau sự kiện Đoạt môn chi biến, Minh Anh Tông phục vị hoàng đế. Anh Tông đã ra lệnh phế Đại tông làm Thành vương như cũ, hủy bỏ thụy hiệu "Túc Hiến Hoàng hậu" của Hàng thị, mãi đến đời Nam Minh mới được khôi phục. Đường Hoàng quý phi bị Minh Anh Tông ép tuẫn táng, lấy lý do là Đại Tông chết đi muốn bà đi theo hầu hạ, sau đó phế bỏ phong hiệu [Hoàng quý phi] của bà. Kể từ đó, bà không còn là Hoàng quý phi danh chính ngôn thuận đầu tiên của Trung Quốc, thay vào đó là Vạn Trinh Nhi, phi tần được Minh Hiến Tông sủng ái.
Bà là phi tần cuối cùng bị ép tuẫn táng trong lịch sử nhà Minh. Về sau thêm đúng một trường hợp phi tần tuẫn táng là Trinh phi Đổng Ngạc thị của Thuận Trị Đế, hoàng đế nhà Thanh.